# Dessie
Dessie (Dessye vagy Dese, amhara nyelven: „az én örömöm”) város Etiópiában, Amhara szövetségi állam területén.

## Elhelyezkedés
260 km-re északra fekszik Addisz-Abebától, a fővárost az eritreai Aszmarával összekötő főútvonal mentén. Tengerszint feletti magassága 2470 m.

## Történet
A környék első települését Wasal néven említi egy 16. századi olasz útleírás.
Dessiét 1882-ben az itt táborozó IV. János császár alapította, a legenda szerint egy üstökös látványától elragadtatva adta a nevét.
Az 1902-04 között épült Aszmara-Addisz-Abeba távíróvonal elhaladt a város mellett így távíróiroda is épült. 1904-ben az olasz Giuseppe Bonaiuti irányításával út is készült a főváros felé.
A város jelentősége akkor nőtt meg, amikor Rasz Mikael Ali, II. Menelik császár veje itt rendezte be központját. Palotát építtetett és újjáépítette az Enda Medhane Alem templomot, melyet a 16. században pusztított el Ahmed al-Ghazi adali hadvezér. Mikael Ali fia, V. Ijaszu császár 1916-ban ide menekült az őt legyőző Ras Wolde Giyorgis elől.
A második olasz-etióp háborúban Dessie volt az első lebombázott település: az 1935 december 6-ai támadásban találat érte az amerikaiak kórházát is. A várost 1936 április 15-én foglalták el az olaszok. Fontos igazgatási központtá alakították, és csak 1941 április 26-án hagyták el a brit 1. Dél-afrikai Dandár és a helyi erők támadása következtében.
1973-ban 1500 földműves vonult innen a fővárosba, a vidéket sújtó éhínség elleni tiltakozásra, de a rendőrség útközben visszafordította őket.
Az etióp forradalom idején, 1976 októberében a várostól északnyugatra zajlott le az egyik legnagyobb összecsapás. A helyi földesúr által felbujtott parasztok csapata nyomult be a városba, a Derg egységei pedig közéjük lőttek. A halálos áldozatok száma a néhány száztól közel ezerig becsülhető.
1989 októberében a várost kis híján elfoglalta a marxista kormány ellen harcoló Etióp Népi Felszabadító Demokrata Front.

## Népesség
Dessie népessége a 2007-es népszámlálási adatok alapján 120.029 fő, ebből 57.432 férfi (47,8%) és 62.597 nő (52,2%). 1994-ben a város lakossága 97.314 fő volt, vagyis 2007-ig átlagosan évi 1,6%-kal növekedett.

## Infrastruktúra
A postaszolgálatot az 1920-as években, a telefonhálózatot 1954-ben hozták létre. Az elektromos ellátást az 1963-ban a szomszédos Kombolcha városában megépült diesel-üzemű erőmű biztosítja, itt található a városhoz legközelebbi repülőtér is. Dessie tömegközlekedését a Selam Bus Line Share Company biztosítja.

## Látnivalók
- Yoseph Biru tábornok lakóháza, ma múzeum
- Északkelet-Afrika első szúfi irányzatot követő iszlám iskolája
- A városban született Mohammed Ali Amoudi etióp-szaudi milliárdos, Etiópia leggazdagabb embere.

## Fordítás
- Ez a szócikk részben vagy egészben  a   Dessie című angol Wikipédia-szócikk fordításán alapul.  Az eredeti cikk szerkesztőit annak laptörténete sorolja fel. Ez a jelzés csupán a megfogalmazás eredetét és a szerzői jogokat jelzi, nem szolgál a cikkben szereplő információk forrásmegjelöléseként.